# Marcos Gallo Vergara
Marcos Gallo Vergara (La Serena, 9 de junio de 1774 - 1829) fue un eclesiástico y político chileno.
Hijo de José Antonio Gallo Bocalandro y Mercedes Vergara Santelices, fue hermano de Miguel Gallo Vergara. Estudió teología en la Universidad de San Felipe, y fue ordenado presbítero en 1797. Desde 1804 fue sacristán mayor de la Iglesia Matriz de La Serena, y en ese cargo se formó una reputación política de patriota y amigo del pueblo. En 1811 fue elegido diputado por Coquimbo y participó en el primer congreso nacional. Durante la reconquista española se le inició proceso ante el obispado de Santiago, acusándosele de alta traición. En 1817, después de la batalla de Chacabuco, se le nombró cura de Vallenar. 

## Actividades políticas
- Diputado al Primer Congreso Nacional, representante de Coquimbo (1811).
- Senador representante del Comercio (1823-1824) (1824-1825) y (1825-1826).
- Senador representante de la Provincia de Coquimbo (1827-1828) y (1828-1829).